# Die Rückkehr der Fliege
Die Rückkehr der Fliege  (Originaltitel: Return of the Fly) ist ein US-amerikanischer Horrorfilm aus dem Jahr 1959 und die Fortsetzung des Films Die Fliege von Kurt Neumann, der auf der Kurzgeschichte Die Fliege von George Langelaan basiert. Regie führte Edward Bernds.

## Handlung
Als Erwachsener ist Philippe Delambre entschlossen, die Arbeit seines Vaters fortzusetzen und das Experiment, an dem dieser gearbeitet hatte, erfolgreich abzuschließen. Sein Onkel François weigert sich zu helfen. Philippe stellt Alan Hines von Delambre Frere ein und verwendet seine eigenen Finanzen, aber die Mittel gehen zur Neige, bevor die Ausrüstung fertig ist. Als Philippe droht, seine Hälfte von „Delambre Frere“ zu verkaufen, gibt François nach und finanziert die Fertigstellung. Nach einigen Anfangsschwierigkeiten ist der Materietransmitter „Desintegrator“ so weit, um Testtiere zu „lagern“ und später wieder zu materialisieren.
Alan Hines entpuppt sich als Ronald Holmes, ein Industriespion, der versucht, die Geheimnisse zu verkaufen. Als Holmes mit den Unterlagen verschwinden will, wird er von einem britischen Agenten gestört. Holmes schlägt ihn nieder und benutzt den Materietransmitter, um die Leiche zu „lagern“. Bei der Rematerialisierung hat der Körper die Pfoten einer Laborratte, die zuvor teleportiert worden war. Die Ratte wiederum hat menschliche Hände. Holmes tötet das Nagetier und setzt den toten Agenten in sein Auto, das er im Fluss versenkt.
Philippe entdeckt Holmes falsches Spiel, woraufhin es zum Kampf zwischen ihnen kommt und Philippe unterliegt. Holmes teleportiert ihn genauso wie den Agenten, aber in einem Anflug von Bosheit fängt er eine Fliege und fügt sie dem Teleporter mit hinzu. François materialisiert Philippe wieder, aber mit einem riesigen Fliegenkopf und Gliedmaßen des Tiers, während die winzige Fliege Kopf, Arme und Beine eines Menschen hat. Philippe flieht in die Nacht und wartet auf Holmes, dem er die Unterlagen abnimmt und ihn tötet. Dann kehrt er nach Hause zurück, wo Inspektor Beecham die Fliege mit dem Philippe-Kopf gefunden und gefangen hat. Beide werden zusammen in das Gerät eingesetzt und erfolgreich teleportiert, wodurch Philippe seine normale menschliche Form wiedererlangt.

## Produktion
Kurt Neumann, Regisseur von Die Fliege, starb 1958, sodass Robert L. Lippert, der das Original finanzierte, einen neuen Regisseur finden musste. Er engagierte den Regisseur Edward Bernds und den Produzenten Bernard Glasser, der bereits Space Master X-7 für Lippert gemacht hatte. Das Budget lag über den üblichen 125.000 US-Dollar für Lippert-Produktionen. Lippert gab bekannt, dass das Budget 275.000 US-Dollar betrug und 25.000 US-Dollar an Vincent Price gingen.
Bernds meinte, sein ursprünglicher Entwurf des Films enthielt Filmmaterial aus dem ersten Film Die Fliege, das sie jedoch nicht verwenden durften. Er sagte auch, Vincent Price bestand darauf, das Drehbuch zu lesen, bevor er die Rolle übernahm. Einmal widersprach er, als Bernds einige seiner Szenen einkürzte.
Die Dreharbeiten begannen am 2. Februar 1959.

## Synchronisation
Es existieren zwei deutsche Synchronfassungen. Die Erste entstand bei der Elite Film Franz Schröder, Berlin.
| Rolle                      | Darsteller     | Synchronsprecher (1. Synchro) | Synchronsprecher (2. Synchro) |
| -------------------------- | -------------- | ----------------------------- | ----------------------------- |
| François Delambre          | Vincent Price  | Siegfried Schürenberg         | Friedrich Schoenfelder        |
| Philippe Delambre          | Brett Halsey   | Eckart Dux                    | Hans-Georg Panczak            |
| Ronald Holmes / Alan Hinds | David Frankham | Herbert Stass                 | Frank Engelhardt              |
| Inspektor Beecham          | John Sutton    | Heinz Engelmann               | Niels Clausnitzer             |
| Granville                  | Jack Daly      | Otto Czarski                  | Peter Thom                    |
| Madame Bonnard             | Janine Grandel | Elisabeth Ried                | ?                             |
| Gaston                     | Michael Mark   | Alfred Haase                  | Paul Friedrichs               |
| Sgt. Dubois                | Richard Flato  | Gerd Martienzen               | ?                             |
| Lt. MacLish                | Barry Bernard  | Erich Poremski                | Herbert Weicker               |
| Inspektor Evans            | Pat O’Hara     | Benno Hoffmann                | ?                             |

## Kritik
Kino.de stellte fest: „Im Vergleich zu Kurt Neumanns Originalversion ist die wesentlich kürzere Bernds-Variante schneller und mit hohem Trash-Faktor der Ed-Wood-Liga ausgestattet.“